# فیلیپ مدار
فیلیپ مدار (فرانسوی: Philippe Médard‎; ۱۰ ژوئن ۱۹۵۹ – ۳۰ سپتامبر ۲۰۱۷) بازیکن هندبال اهل فرانسه بود.
از باشگاه‌هایی که در آن بازی کرده‌است می‌توان به اشاره کرد.